# Zantedeschia aethiopica
Zantedeschia aethiopica är en kallaväxtart som först beskrevs av Carl von Linné, och fick sitt nu gällande namn av Spreng.. Zantedeschia aethiopica ingår i släktet kallor, och familjen kallaväxter. Inga underarter finns listade.

## Bildgalleri

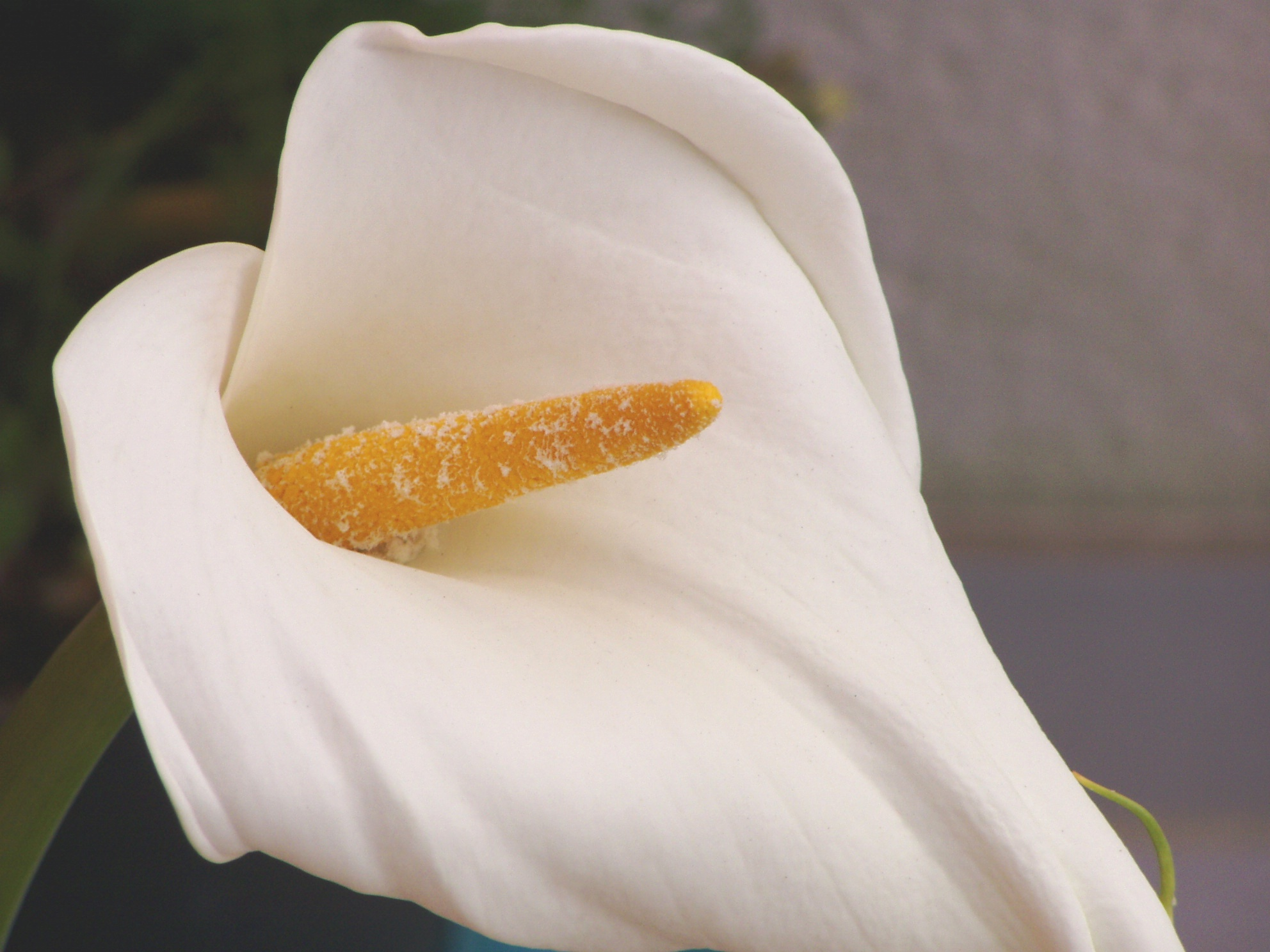
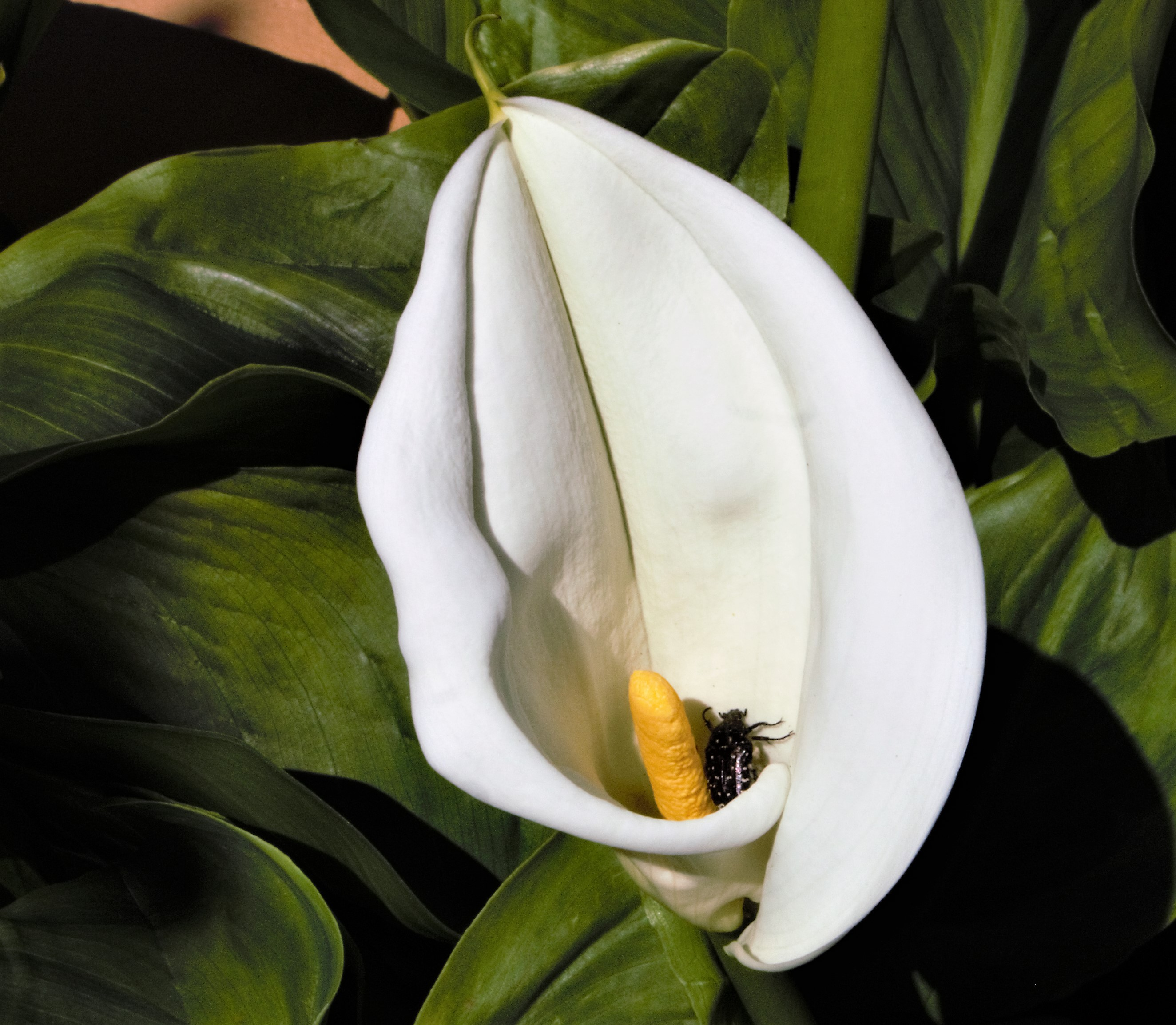
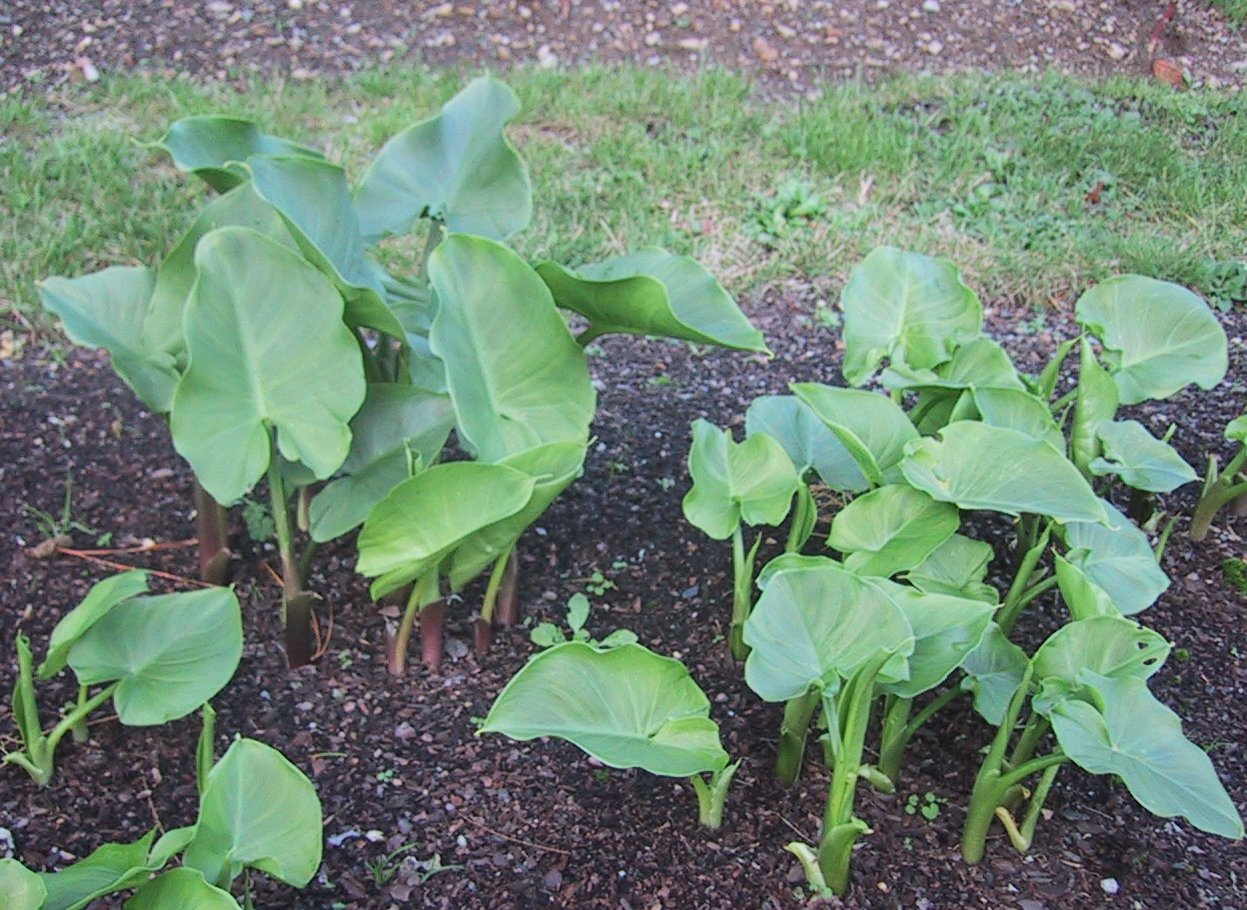
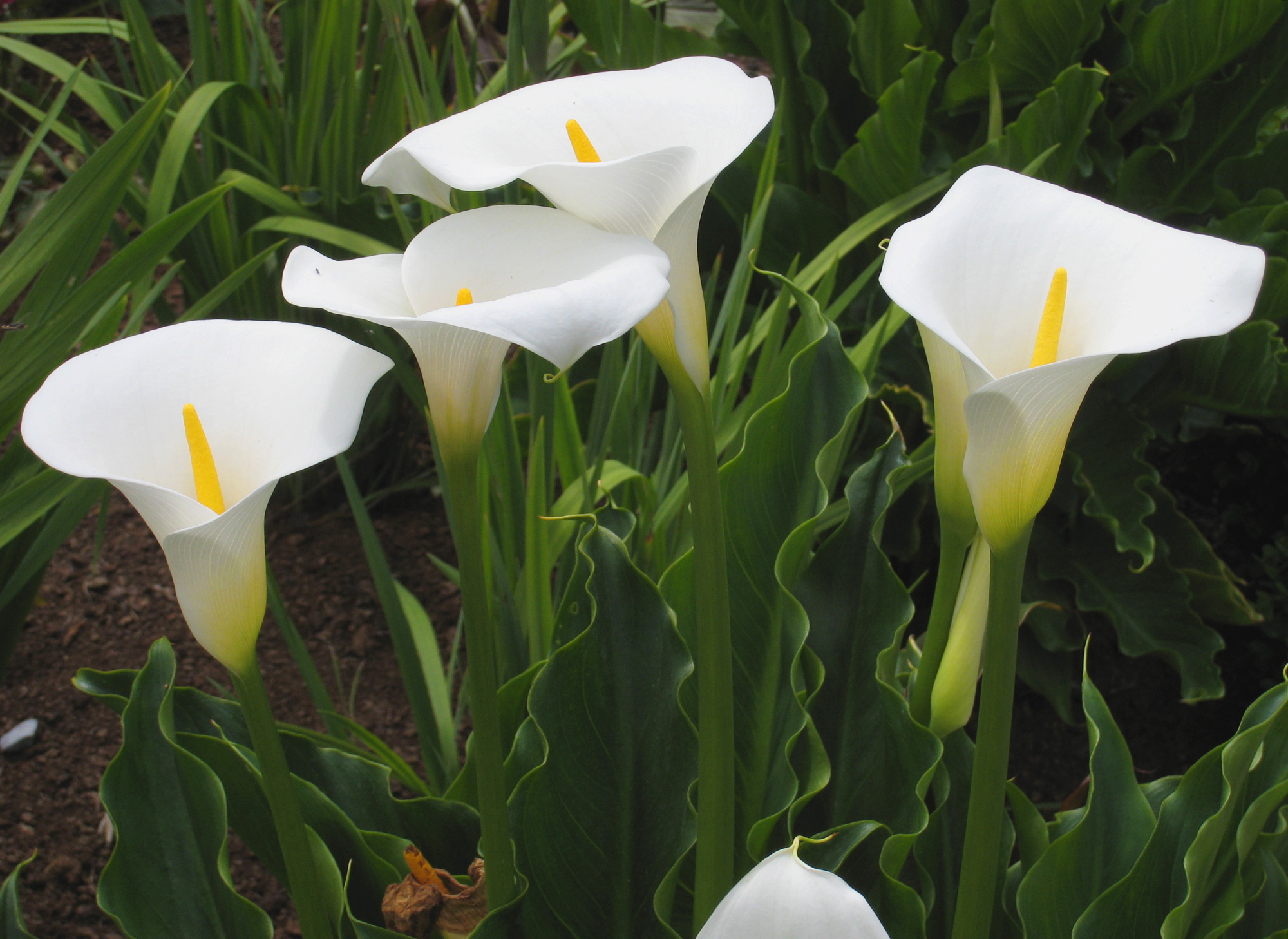
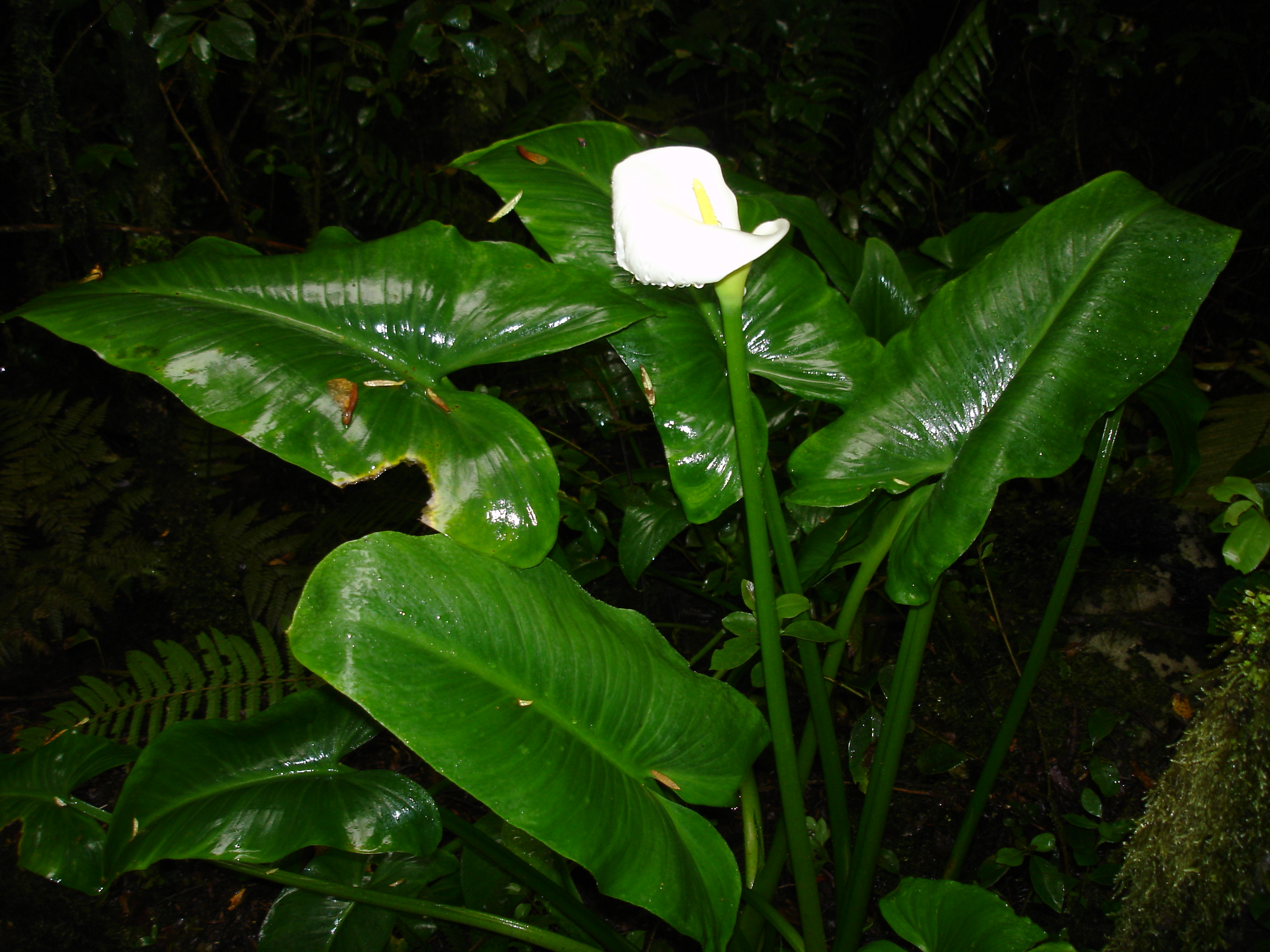